# Krzysztof Borzędowski
Krzysztof Xawery Borzędowski ps. Jan Organ (ur. 27 lutego 1908 w Szczucinie, zm. 24 lipca 1991 w Oświęcimiu) – polski kompozytor, historyk, muzykolog, honorowy obywatel Oświęcimia.

## Życiorys
Urodził się 27 lutego 1908 r. w Szczucinie k. Tarnowa w rodzinie burmistrza-organisty. Ukończył Szkołę Powszechną w Pradze i Szczucinie, po czym uczył się w gimnazjum jezuickim w Chyrowie. W młodości uczył się gry na fortepianie, rogu, organach oraz kompozycji. W owym czasie skomponował pierwsze sześć mazurków na fortepian. Po śmierci ojca przeniósł się do Gimnazjum im. Kazimierza Brodzińskiego w Tarnowie. W 1928 roku rozpoczął studia na Uniwersytecie Jagiellońskim, na wydziale Prawa i Administracji, skąd później przeniósł się na Wydział Filozoficzny; studiów tych nie ukończył.
Był kierownikiem artystycznym Teatru Muzycznego Związku Młodzieży Przemysłowej i Rękodzielniczej. Otrzymał drugą nagrodę w konkursie na pieśń górniczą organizowanym przez Akademię Górniczo-Hutniczą. W czasie II wojny światowej znajdował się w Otfinowie. Wstąpił do Armii Krajowej, gdzie działał jako oficer kontrwywiadu pod ps. Jan Organ. Tworzył wówczas i rozpowszechniał pieśni patriotyczne.
Po wojnie zamieszkał w Krakowie. Pracował w gimnazjum żeńskim, a następnie w Polskim Radiu jako redaktor muzyczny. Wystawiono wówczas sztuki jego autorstwa, m.in. operę pt. Pszenica, widowisko ludowo-fantastyczne Serce z piernika, i komedię muzyczną Tramp. W 1952 roku przeniósł się do Oświęcimia i tam założył cieszący się popularnością Zespół Pieśni i Tańca „Pilsko”, opierający swój repertuar na tradycjach pieśni ludowych Żywiecczyzny (rozwiązany w 1955 roku). Zarówno ówczesne, jak i późniejsze, kompozycje Borzędowskiego były silnie inspirowane folklorem żywieckim.
Jest autorem monograficznej pracy O pieśniarstwie i muzyce ludowej w Żywiecczyźnie. Skomponował ponad 600 utworów, z czego zachowało się niemal 300, napisanych w latach 1924–1974. Za swoją twórczość otrzymał m.in. Medal 700-lecia Miasta Żywca, Nagrodę I stopnia Wojewody Bielskiego i honorowe obywatelstwo miasta Oświęcimia.
Zmarł 24 lipca 1991 r. w Oświęcimiu i został pochowany na cmentarzu parafialnym w Oświęcimiu.